# Schule Althemmoor

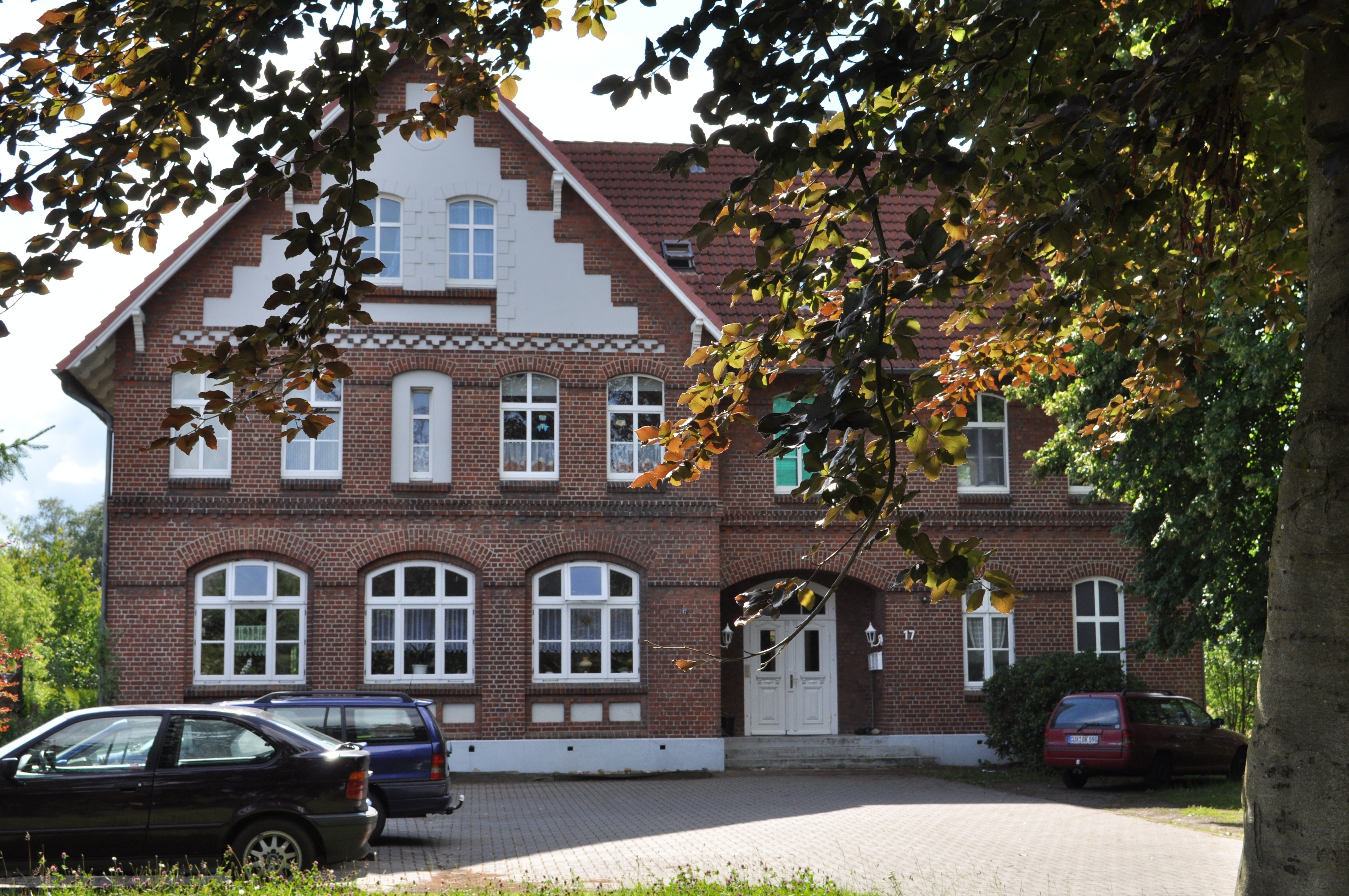
Schule Althemmoor

Die ehemalige Schule Althemmoor in der niedersächsischen Kleinstadt Hemmoor, Cuxhavener Straße 17, Samtgemeinde Hemmoor, im Landkreis Cuxhaven, stammt vom Ende des 19. Jahrhunderts.
Aktuell (2024) wird sie als Wohnhaus genutzt.
Das Gebäude steht unter Denkmalschutz (siehe auch Liste der Baudenkmale in Hemmoor).

## Geschichte und Beschreibung
Hemmoor ging 1968 aus den sechs ehemals selbständigen Gemeinden Basbeck, Warstade, Hemm, Westersode, Hemmoor und Heeßel hervor. Althemmoor ist eine Siedlung von Hemmoor, die im 17. Jahrhundert erwähnt wurde.
Das zweigeschossige historisierende zurückgesetzte Gebäude auf Sockel in Backstein mit ziegelgedecktem Satteldach und quer zur Firstlinie stehendem Südtrakt wurde 1887 gebaut. Die Giebelfelder nach Norden, Osten und Westen sind mit Quadern ausgearbeitet. Die horizontale Gliederung erfolgt durch Friese wie Deutsches Band, Zahnschnitt- oder Würfelfries. Die Ortgänge sind großformatig abgetreppt. Die Fensteröffnungen und das straßenseitige Eingangsportal haben Segmentbögen.
Der zur Schule gehörende eingeschossige Stall in Backstein mit senkrecht verschaltem Drempel und Anbau an der Westseite stammt aus der Zeit um 1920.
Das Landesdenkmalamt befand u. a.: „… entspricht dem Bautypus des gründerzeitlichen Dorfschulbaus …“
Heute (2024) befindet sich die Grundschule Althemmoor (Alt-Hemmoor) mit neun Klassen, 13 Lehrkräften und sechs pädagogischen Mitarbeiterinnen im nördlichen Teil Hemmoors, Rosenweg 7.